# Lythrodes venatus
Lythrodes venatus är en fjärilsart som beskrevs av Smith 1903. Lythrodes venatus ingår i släktet Lythrodes och familjen nattflyn. Inga underarter finns listade i Catalogue of Life.